# العلاقات القبرصية القرغيزستانية
العلاقات القبرصية القيرغيزستانية هي العلاقات الثنائية التي تجمع بين قبرص وقيرغيزستان.

## مقارنة بين البلدين
هذه مقارنة عامة ومرجعية للدولتين:
| وجه المقارنة                                              | قبرص                                                                 | قيرغيزستان                      |
| --------------------------------------------------------- | -------------------------------------------------------------------- | ------------------------------- |
| المساحة (كم2)                                             | 9.24 ألف                                                             | 199.95 ألف                      |
| عدد السكان (نسمة)                                         | 1.14 مليون                                                           | 6.20 مليون                      |
| الكثافة السكانية (ن./كم²)                                 | 123.38                                                               | 31.01                           |
| العاصمة                                                   | نيقوسيا                                                              | بيشكك                           |
| اللغة الرسمية                                             | اليونانية الحديثة، اللغة التركية، لغة يونانية                        | اللغة الروسية، اللغة القيرغيزية |
| العملة                                                    | يورو، جنيه قبرصي                                                     | سوم قيرغيزستاني                 |
| الناتج المحلي الإجمالي (بليون دولار)                      | 21.65 مليار                                                          | 7.56 مليار                      |
| الناتج المحلي الإجمالي (تعادل القوة الشرائية) بليون دولار | 26.73 مليار                                                          | 20.45 مليار                     |
| الناتج المحلي الإجمالي الاسمي للفرد دولار أمريكي          | 23.24 ألف                                                            | 1.10 ألف                        |
| الناتج المحلي الإجمالي للفرد دولار أمريكي                 | 30.24 ألف                                                            |                                 |
| مؤشر التنمية البشرية                                      | 0.850                                                                | 0.655                           |
| رمز المكالمات الدولي                                      | +357                                                                 | +996                            |
| رمز الإنترنت                                              | .cy                                                                  | .kg                             |
| المنطقة الزمنية                                           | ت ع م+02:00، ت ع م+03:00، توقيت شرق أوروبا، توقيت شرق أوروبا الصيفي ‏ | ت ع م+06:00                     |

## منظمات دولية مشتركة
يشترك البلدان في عضوية مجموعة من المنظمات الدولية، منها:
| علم المنظمة | اسم المنظمة                        | تاريخ انضمام قبرص | تاريخ انضمام قيرغيزستان |
| ----------- | ---------------------------------- | ----------------- | ----------------------- |
|             | مؤسسة التنمية الدولية              | 2 مارس 1962       | 24 سبتمبر 1992          |
|             | منظمة الأمن والتعاون في أوروبا     | 25 يونيو 1973     | 30 يناير 1992           |
|             | يونسكو                             | 6 فبراير 1961     | 2 يونيو 1992            |
|             | مؤسسة التمويل الدولية              | 2 مارس 1962       | 11 فبراير 1993          |
|             | منظمة حظر الأسلحة الكيميائية       | ?                 | ?                       |
|             | الأمم المتحدة                      | 20 سبتمبر 1960    | 2 مارس 1992             |
|             | الاتحاد الدولي للاتصالات           | 24 أبريل 1961     | 20 يناير 1994           |
|             | منظمة الشرطة الجنائية الدولية      | ?                 | ?                       |
|             | البنك الدولي للإنشاء والتعمير      | 21 ديسمبر 1961    | 18 سبتمبر 1992          |
|             | الاتحاد البريدي العالمي            | ?                 | ?                       |
|             | وكالة ضمان الاستثمار متعدد الأطراف | 12 أبريل 1988     | 21 سبتمبر 1993          |
|             | منظمة التجارة العالمية             | ?                 | ?                       |

## وصلات خارجية
- موقع وزارة الخارجية القبرصية